# 米尔地区赖谢瑙
米尔地区赖谢瑙（德語：Reichenau im Mühlkreis）是奥地利上奥地利州乌尔法尔城郊县的一个市镇。总面积10平方公里，总人口1203人，人口密度120.3人/平方公里（2005年）。